# Fivizzano
Fivizzano est une commune italienne d'environ 8 500 habitants située dans la province de Massa et Carrare, dans la région Toscane, en Italie centrale.

## Géographie

### Localisation
Fivizzano se trouve dans la région de la Lunigiana en dans le nord-ouest de la Toscane sur les flancs sud-ouest des Apennins dits « toscan-émiliens ».

### Hameaux
La commune est composée de différentes frazione et lieux-dits que sont : Agnino, Agnolo, Aiola, Alebbio, Alebbio Casette, Alebbio Prato, Antigo, Arlia, Bardine di Cecina, Bardine di San Terenzo, Bottignana di Sopra, Bottignana di Sotto, Cà-Giannino, Campiglione, Canneto, Castelletto, Caugliano, Cecina, Cerignano, Cerri, Certaldola, Ceserano, Colla, Colle di Cerignano, Collecchia, Collecchia Piano, Collegnago, Colognola, Cormezzano, Corsano, Cortila, Cotto, Debicò, Equi Terme, Escaro, Fazzano, Fiacciano, Fivizzano, Folegnano, Gallogna, Gassano, Gragnola, Groppoli, Isolano, Lorano, Magliano, Maglietola, Mazzola, Mezzana, Molina di Equi, Mommio, Moncigoli, Montale, Montecurto, Monte dei Bianchi, Montevalese, Monzone Alto, Monzone Ponte, Motta, Mozzano, Mulina di Equi, Panigaletto, Pian di Molino, Piastorla, Pieve di Viano, Pieve San Paolo, Pò, Pognana, Posara di Sopra, Posara di Sotto, Pratolungo, Quarazzana, Rometta Apuana, San Terenzo, Sassalbo, Sercognano, Serraruola, Signano, Soliera Apuana, Spicciano, Stazione Rometta, Tenerano, Terenzano, Terma, Traggiara, Turano, Turlago, Uglianfreddo, Vallazzana, Vendaso, Verrucola, Verzano, Vezzanello, Viano, Vinca, Virolo.

### Communes limitrophes
Les communes attenantes de Fivizzano sont : Aulla, Carrare, Casola in Lunigiana, Comano, Fosdinovo, Giuncugnano, Licciana Nardi, Massa, Minucciano, Sillano, Ventasso.

## Histoire
Du 17 au 19 août 1944, 159 civils italiens sont assassinés par la 16e division SS Reichsführer SS dans ce qu'on appelle le (en) massacre de San Terenzo Monti.
Le 21 juin 2013 à midi, la commune est l'épicentre d'un tremblement de terre de 5,1 sur l'échelle de Richter qui provoque des dégâts matériels,.

## Monuments et lieux d'intérêt

### Architecture religieuse et civile
- La Piazza Medicea avec sa fontaine centrale construite par Cosme III de Médicis, grand-duc de Toscane
- Le Palazzo Fantoni, est un palais construit en 1664 qui abrite un musée de l’impression,
- La ville possède de nombreuses églises dont l'église San Gimignano di Alebbio, le couvent degli Agostiniani, l'église San Venanzio di Cerignano, l'oratoire della Madonna, l'église San Pietro, l'église Santi Jacopo e Antonio, l'église Santa Margherita (à Verrucola dei Bosi), l'église San Michele Arcangelo, l'église Santa Maria Assunta di Pognana, l'église San Terenzio

### Architecture militaire

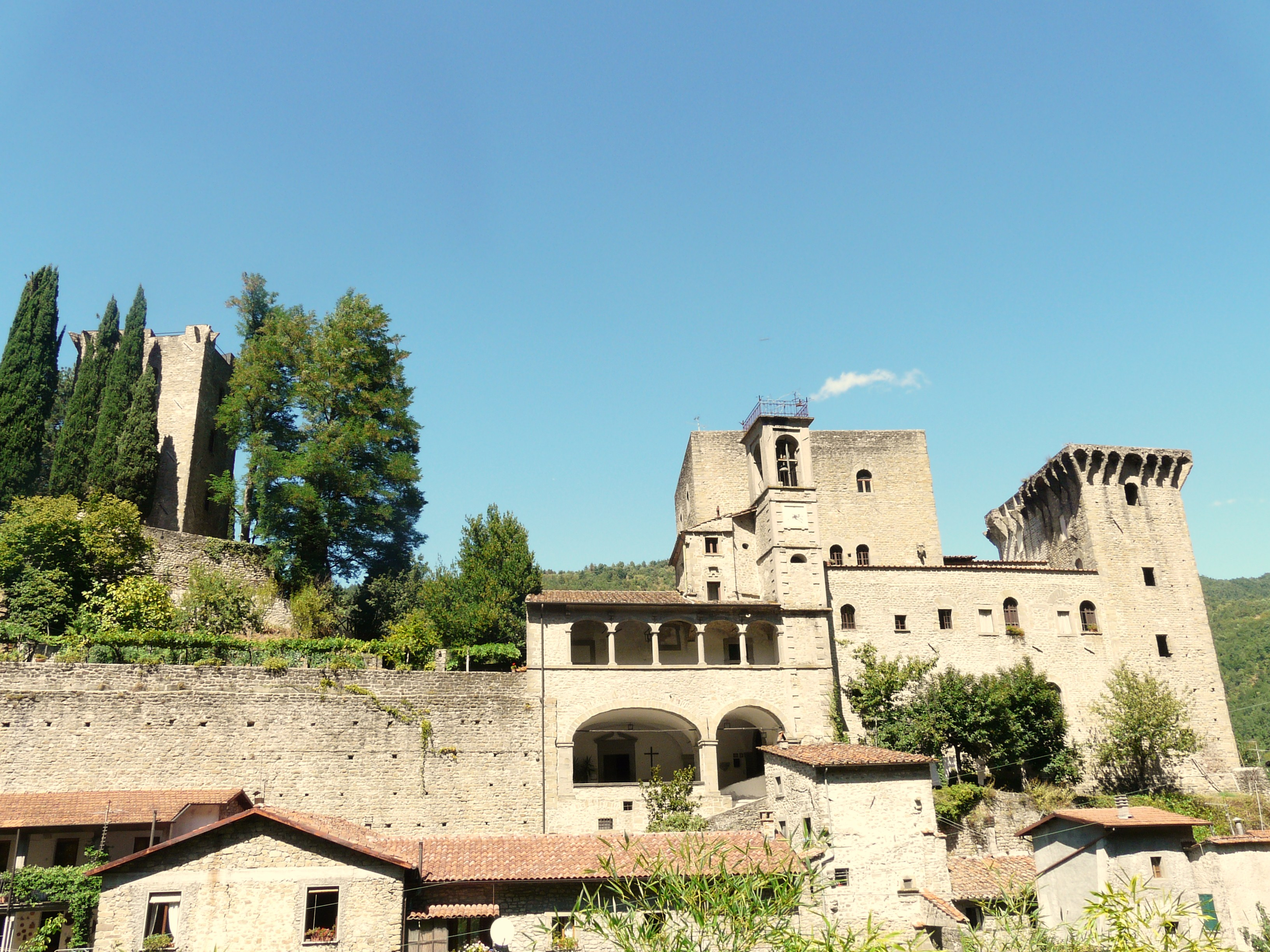
La Forteresse de la Verrucola.

- Vestiges des anciennes murailles de la ville (construits en 1478, rénovés en 1540 et démolis en 1835) pour donner de l'air et de la lumière aux maisons : en 2014 , il ne restait qu'une petite partie de l'ancien périmètre, avec les trois portes d'accès situées aux extrémités  de la ville : Porta Sarzanese au sud, Porta Modenese au nord et Porta Nuova à l'est.
- La Forteresse de Verrucola
- Le Château de l'Aigle à Gragnola
- Le Château d'Aiola
- Le Château de Viano
- Le Château de Montechiaro

## Démographie
Habitants recensés

## Administration
| Période                                  | Période | Identité     | Étiquette | Qualité |
| ---------------------------------------- | ------- | ------------ | --------- | ------- |
| 8 juin 2009                              |         | Paolo Grassi | PD        |         |
| Les données manquantes sont à compléter. |         |              |           |         |

### Jumelages
- Steinhagen (Allemagne)
- Castelnovo ne' Monti (Italie)

## Personnalités liées à la commune
- Anne Marie Adorni (1805-1893), religieuse béatifiée, fondatrice des servantes de l'Immaculée Conception de Parme
- Adolfo Bartoli (1833-1894), écrivain et littérateur
- Amedeo Benedetti, écrivain.
- Sandro Bondi, ancien maire communiste de la commune et ancien ministre de la Culture (2008-2011) du gouvernement Berlusconi IV.
- Loris Jacopo Bononi (1929), médecin et écrivain.
- Giancarlo Cimoli, administrateur d'Alitalia.
- Giovanni Fantoni, poète.
- Denis Verdini, homme politique.
- Armando Carini, acteur.